# 13 місяців (фільм, 2002)
«13 місяців» (англ. 13 Moons) — комедійно-драматичний фільм 2002 року режисера Александра Роквелла. Назва є відсиланням до вислову матері другорядного персонажа, яка припустила, що якщо ночі повного місяця дивні, то «це, мабуть, ніч тринадцяти місяців».

## Сюжет
Клоуна Бананаса збиває його дружина Сьюзі, яка дізналася про його подружку-стриптизерку Луїзу. Коли його дружина потрапляє до в'язниці за удіяне, вони звертаються до поручителя за заставу. Поручитель зайнятий турботою про свого хворого сина Тіммі. Дорогою до них пристає божевільний наркоман на ім'я Слово, якого невдовзі збиває машина.
У в'язниці п'ятеро зустрічаються з розлюченим продюсером та дівчиною, яка, на його думку, вагітна, і яку він планує зробити зіркою, незважаючи на те, що вона не має жодного таланту. Крім того, до них приєднуються два священики, один з яких почав сумніватися в мудрості Римо-католицької церкви, і які їдуть, щоб взяти на поруки третього священика, якого власник стриптиз-клубу підштовхнув до бійки.
Коли дев'ять героїв перетинаються, вони дізнаються, що у Тіммі дефектна нирка і він повільно помирає. Його щойно викликали на пейджер, оскільки в лікарні є донор: Слово. Троє небайдужих героїв негайно везуть Тіммі до лікарні, а решта вирушають у погоню. Коли вони приїжджають, Слово частково одужує і втікає, щоб блукати вулицями, весело ігноруючи свою внутрішню кровотечу, і його треба знайти, поки він і Тіммі не померли.

## Акторський склад
| Актор              | Роль          |
| ------------------ | ------------- |
| Стів Бушемі        | клоун Бананас |
| Дженніфер Білз     | Сьюзі         |
| Елізабет Бракко    | Луїза Поттер  |
| Пітер Дінклейдж    | «Бінкі»       |
| Деріл Мітчелл      | Ленні         |
| Карін Парсонс      | Лілі          |
| Девід Провал       | Мо Поттер     |
| Петер Стормаре     | Слово         |
| Прюїтт Тейлор Вінс | Оуен          |
| Гарет Вільямс      | Тед           |
| Остін Вольфф       | Тіммі         |
| Франческо Мессіна  | Роберт        |
| Сем Роквелл        | Рік           |

## Відгуки
У рецензії на фільм, опублікованій у 2023 році, газета The Herald зазначила: «"13 місяців" 2002 року не є хорошим фільмом, але в ньому є ключова ідея, яка є надзвичайно рідкісною у світі кіномистецтва. Розумієте, більшість поганих фільмів закінчуються саме так, тому що вони намагалися бути хорошими і зазнали невдачі. Однак, якщо бути хорошим ніколи не було наміром, з'являються дивні нові можливості».